# Дейвид Дюк
Дейвид Ърнест Дюк (на английски: David Ernest Duke) е американски бял супремацист, осъден престъпник и бивш  представител в Законодателното събрание на щата Луизиана, както и бивш Велик магьосник на Ку Клукс Клан.
Политическата му кариера се характеризира с разпространяването антисемитски конспиративни теории, открит нацизъм и расизъм. Освен това Дюк има зад гърба си няколко неуспешни опита да стане сенатор и губернатор на Луизиана, както и президент на САЩ. Живее в Ню Орлиънс и е баща на две деца.
През 90-те години на XX век, преструвайки се че е в тежко финансово положение, Дюк мами политическите си привърженици. За това е осъден на 15 месеца затвор през 2002 г.